# Embret Svestad-Bårdseng
Embret Svestad-Bårdseng (Oslo, 1º settembre 2002) è un ciclista su strada norvegese, che corre per l'Arkéa-B&B Hotels. È professionista dal 2023.

## Palmarès

### Strada
- 2020 (Juniores)

3ª tappa Randers Bike Week Juniors (Randers > Randers)

#### Altri successi
- 2022 (Team Coop)

Classifica scalatori International Tour of Hellas

## Piazzamenti

### Grandi Giri
- Giro d'Italia

2025: 22°

### Competizioni mondiali
- Campionati del mondo su strada

Wollongong 2022 - Gara in linea under-23: 43º
Glasgow 2023 - Gara in linea under-23: 74º
Zurigo 2024 - Gara in linea under-23: 38º